# Dassower See, Inseln Buchhorst und Graswerder (Plönswerder)

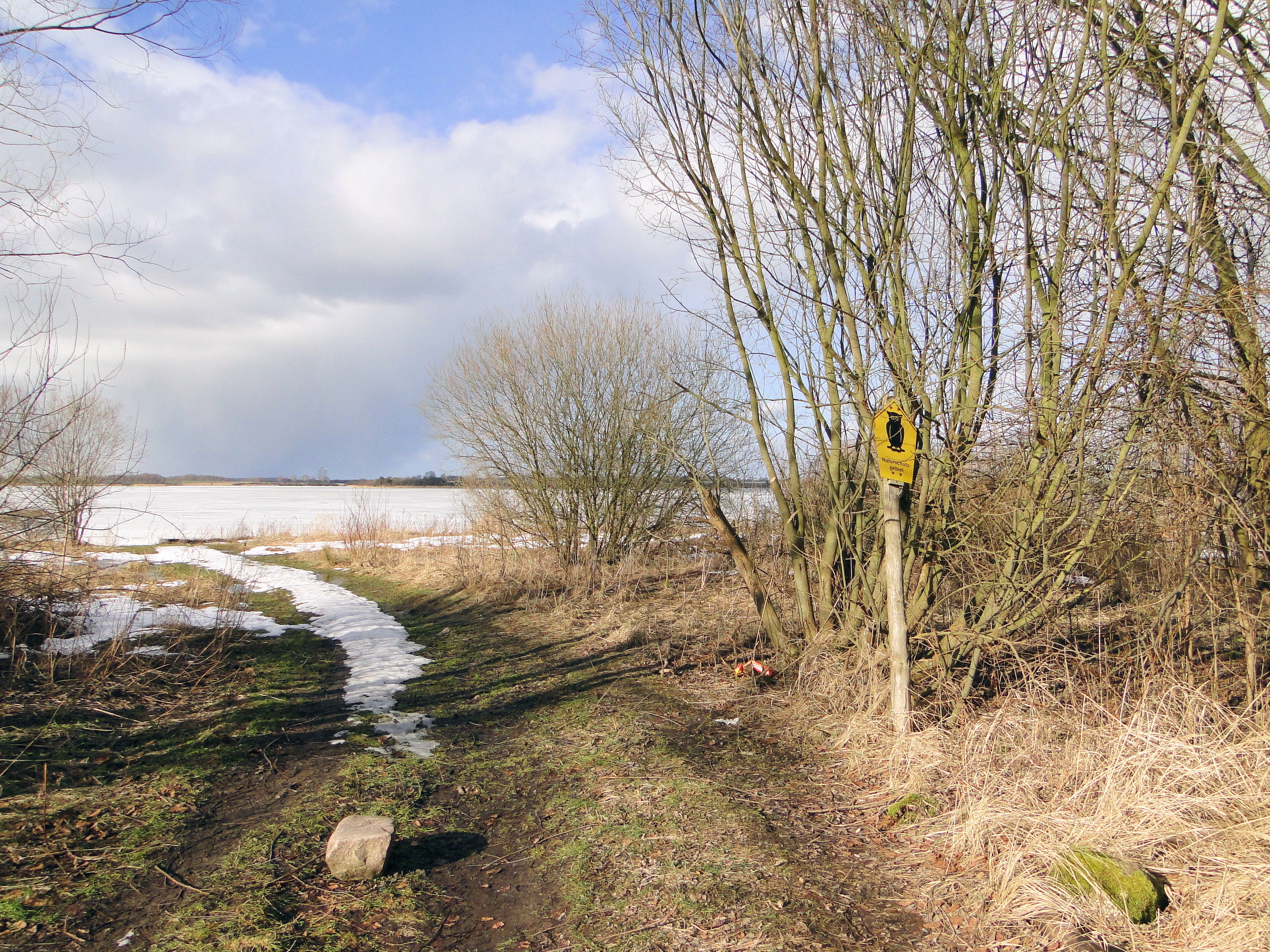
Ufer in Zarnewenz mit Hinweisschild auf das NSG Uferzone Dassower See

Dassower See, Inseln Buchhorst und Graswerder (Plönswerder) ist ein Naturschutzgebiet in der schleswig-holsteinischen Stadt Lübeck.
Das rund 800 Hektar große Naturschutzgebiet ist unter der Nummer 12 in das Verzeichnis der Naturschutzgebiete des Ministeriums für Energiewende, Landwirtschaft, Umwelt und ländliche Räume eingetragen. Es wurde 1983 ausgewiesen (Datum der Verordnung: 7. Februar 1983). Zuständige untere Naturschutzbehörde ist die Stadt Lübeck. Das Naturschutzgebiet ist Bestandteil des FFH-Gebietes „Traveförde und angrenzende Flächen“ und des EU-Vogelschutzgebietes „Traveförde“. Auf dem Gebiet Mecklenburg-Vorpommerns grenzt es an das Naturschutzgebiet „Uferzone Dassower See“, von dem es praktisch umschlossen wird. An der Teschower Spitze schließt sich außerdem das Naturschutzgebiet „Selmsdorfer Traveufer“ an. Das Naturschutzgebiet wird vom Landschaftspflegeverein Dummersdorfer Ufer betreut.
Das Naturschutzgebiet liegt östlich von Lübeck im Grünen Band Deutschland, das sich entlang der ehemaligen innerdeutschen Grenze erstreckt. Es stellt den gesamten Dassower See, eine Bucht der Traveförde, in die im Osten die Stepenitz mündet, und die beiden Inseln Buchholz und Graswerder (auch als Plönswerder bezeichnet) sowie die schmalen zu Schleswig-Holstein gehörenden Uferbereiche unter Schutz.
Die Uferzonen sowie die beiden Inseln werden von Röhrichtzonen eingenommen. Entlang der Ufer des Dassower Sees sind auch uferbegleitende Gehölze sowie Bruchwälder zu finden. Auch auf der Insel Buchholz stocken Gehölze. Weiterhin sind Trockenrasenfluren und Hochstaudenfluren im Naturschutzgebiet zu finden.
Der Dassower See ist Lebensraum einer artenreichen Avifauna. Im Naturschutzgebiet wurden über 90 Brutvogelarten sowie über 30 Wasservogelarten, die das Gewässer als Rast- und Überwinterungsquartier nutzen, nachgewiesen. Aufgrund der mit 2,2 bis 3,2 Meter nur geringen Tiefe des Dassower Sees ist er für die Nahrungssuche von Tauchenten gut geeignet. So überwintern hier beispielsweise die Tauchenten Reiher-, Tafel- und Bergente. Weitere Wintergäste sind z. B. Zwerg- und Gänsesäger, Singschwan, Waldsaat- und Blässgans. Für die Schellente gilt der Dassower See als deutschlandweit wichtigstes Mausergebiet. Die Ente ist während der Mauser in großer Zahl auf dem See anzutreffen. Weiterhin sind hier u. a. Kormoran und Mittelsäger heimisch. Im See leben Hecht, Barsch, Aland und Brachse sowie Fluss- und Meerneunauge. Der Hering sucht das Gebiet zum Laichen auf.
Im Naturschutzgebiet siedeln u. a. Strandsalde, Echter Sellerie, Wiesenwasserfenchel und Gefleckter Schierling. Die auf der Insel Buchholz vorkommenden Trockenrasenfluren sind Lebensraum u. a. von Großem Flohkraut, Pechnelke und Taubenskabiose.